# Batalla del Nil (47 aC)
La batalla del Nil de l'any 47 aC va ser un combat entre els exèrcits combinats de Juli Cèsar i Cleopatra VII per derrotar els seus rivals, la reina Arsinoe IV i el rei Ptolemeu XIII i així poder assegurar el tron d'Egipte.

## Antecedents
Després de la seva derrota en la batalla de Farsàlia, Pompeu va fugir cap a la costa de la mar Egea on va noliejar un vaixell per navegar fins a Mitilene on era la seva dona Cornelia. Un cop reunits van partir amb rumb a Egipte amb una petita flota, amb la intenció de demanar ajuda a Ptolemeu XIII Filopàtor. Després d'uns dies esperant ancorat davant els bancs de sorra, el 28 de setembre del 48 aC, una petita barca es va apropar fins als navilis romans convidant a pujar a bord Pompeu, on fou apunyalat repetides vegades i decapitat, i el seu cos abandonat a la platja va ser rescatat i incinerat per un veterà de les primeres campanyes de Pompeu junt amb un dels lliberts del general.
El 47 aC, Cèsar es va dirigir a Egipte a la recerca de Pompeu amb tot just 4.000 soldats, on el primer ministre de Ptolemeu XIII Filopàtor, l'eunuc Potí li va oferir el cap de Pompeu. Egipte es trobava en guerra civil, i els consellers del rei van creure erròniament que Cèsar estaria agraït i recolzaria a Ptolemeu contra la seva germana Cleopatra. En saber de la seva sort, Cèsar va esclatar en llàgrimes, tant per la mort d'un cònsol romà, el seu antic amic i gendre, com per haver perdut l'oportunitat d'oferir-li el seu perdó.
Els romans van quedar atrapats a Alexandria per uns vents desfavorables, i Cèsar va començar a posar ordre en els assumptes d'Egipte, fent i desfent el seu antull. Es va instal·lar junt amb les seves tropes al palau reial, un complex d'edificis fortificats que ocupava gairebé una quarta part de la ciutat d'Alexandria. Des d'aquest bastió va començar a exigir exorbitants quantitats de diners, i va anunciar que gentilment dirimiria la guerra civil entre Ptolemeu i la seva germana Cleopatra, que va seduir Cèsar amb inusitada rapidesa.

## Batalla
Els romans es van veure assetjats en el complex palatí i Cèsar es va veure obligat a reconèixer Ptolemeu com a monarca conjunt amb Cleopatra i a tornar l'illa de Xipre a Egipte. Tanmateix, la situació va empitjorar començant una verdadera batalla pel control d'Egipte. Durant els cinc mesos següents Cèsar va aconseguir resistir a palau, aconseguir el control del port, cremant la flota egípcia i, accidentalment, la Biblioteca d'Alexandria, fracassant en l'intent de controlar el Gran Far. Va fer executar l'eunuc Potí i va deixar embarassada Cleopatra. El març del 47 aC van arribar els reforços romans a Alexandria que van fer que Ptolemeu XIII Filopàtor fugís d'Alexandria presa del pànic. Amb la seva armadura d'or, es va ofegar al Nil, deixant Cleopatra sense rival al tron.

## Conseqüències
Una vegada restaurades les línies de comunicació, els seus agents el van informar de les noves amenaces sorgides durant la seva estada a Alexandria. Farnaces, fill de Mitridates VI Eupator havia envaït la Regió del Pont mentre que a l'àfrica Metel Escipió i Cató estaven reclutant un poderós nou exèrcit i a Roma el govern de Marc Antoni estava creant recels.
Mentre nous enemics de Cèsar emergien i creixien, Cèsar va romandre amb la seva amant encara dos mesos més a Egipte. A finals de la primavera del 47 aC la feliç parella es va embarcar en un creuer pel Nil. Es deia que si els seus homes no s'haguessin queixat haurien navegat fins a la mateixíssima Etiòpia. Molts contemporanis estaven desorientats, el conquistador de les Galies, i l'home de la insaciable ambició que havia iniciat la guerra civil, malgastava tot l'avantatge obtingut en la batalla de Farsàlia amb la seva amant.